# Fiorinia grossulariae
Fiorinia grossulariae är en insektsart som beskrevs av William Miles Maskell 1884. Fiorinia grossulariae ingår i släktet Fiorinia och familjen pansarsköldlöss. Inga underarter finns listade i Catalogue of Life.